# ザン・タバック
ジャン・タバック（Žan Tabak, 1970年6月15日 - ）は、クロアチアスプリト出身の元バスケットボール選手。NBAや欧州のバスケットボールチームに所属した。ポジションはセンター。身長213cm。

## 経歴
1987-88シーズンから4年間ユーゴスラビアでプレイした後、1991年のNBAドラフトでヒューストン・ロケッツから全体51位指名を受けるが、しばらくは欧州に留まり、クロアチア、イタリアでプレイした。
1994年7月20日にロケッツと契約しNBA入りするが、アキーム・オラジュワンの陰に隠れ出場機会は得られなかった。しかし、プレイオフのロスター入りは果たし、チャンピオンリングを獲得した。
1995年にエクスパンションドラフトで指名を受けトロント・ラプターズに移籍すると、得点力も備えていたことを見せたが、左足や右手の故障で出場機会は減り、1998年2月にケニー・アンダーソンらと共にボストン・セルティックスに移籍した。1998-99シーズンはトルコでプレイし、リバウンド王を獲得した後、1999-2000シーズンからはインディアナ・ペイサーズに2年在籍し、2000年にはファイナルに出場した。
2001-02シーズンからはスペインリーグリーガACBのホベントゥート・バダローナに活躍の場を移し、2度オールスターに選出された。2005年夏に引退した。
現役引退後は指導者として活動しており、2022年からポーランド・バスケットボールリーグに所属するトレフル・ソポト(バスケットボールチーム)のヘッドコーチを務めている。

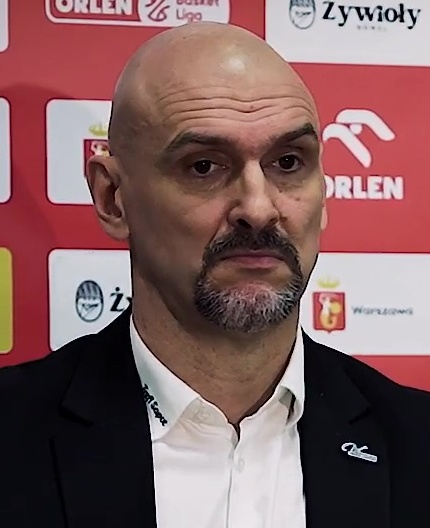
(2024年)

## クロアチア代表
1992年、1996年にクロアチア代表に選出されトニー・クーコッチらとプレイ、1992年のバルセロナオリンピックでは銀メダルを獲得した。

## その他
- 妻も元バスケットボール選手で、クロアチアの1部リーグでプレイした。